# Ante Gotovina
Ante Gotovina (Tuconio, 12 ottobre 1955) è un generale croato.

## Biografia

### Arruolamento nella Legione straniera francese
Ante Gotovina è nato in una piccola isola vicino a Zara. Durante l'adolescenza tentò più di una volta di andarsene dall'isola senza riuscirci. All'età di sedici anni si imbarcò come marinaio a bordo di un mercantile, lasciando la casa natale. Nel 1973, dopo poco più di 18 mesi dal suo imbarco, si arruolò nella Legione straniera francese con lo pseudonimo di Andrija Grabovac e fu distaccato presso il 2º Reggimento straniero paracadutisti; in seguito entrò nella élite di Commandos de Recherche et d'Action en Profondeur (CRAP).
In quel periodo Gotovina conobbe Dominique Erulin, fratello del colonnello Philippe Erulin, noto per le torture commesse durante la Guerra d'Algeria. Con la Legione straniera Gotovina prese parte a operazioni militari nel Gibuti, alla Battaglia di Kolwezi in Zaire e a missioni nella Costa d'Avorio divenendo l'autista dello stesso colonnello Phille Erulin. Dopo cinque anni di servizio, Gotovina lasciò la Legione straniera con il grado di Caporal-chef e ottenne la cittadinanza francese nel 1979.

### Dopo il congedo
Durante gli anni ottanta, Gotovina lavorò per diverse compagnie di sicurezza private francesi, tra le quali la KO International Company, una filiale della VHP Security, conosciuta come una copertura del Service d'Action Civique (SAC). La KO International era ritenuta essere, a quel tempo, un servizio di sicurezza del leader del Fronte Nazionale Jean-Marie Le Pen.. Nel 1981, insieme a Dominique Erulin, Gotovina aiutò l'editore Jean-Pierre Mouchard, amico di Le Pen, a organizzare un commando per liberare la sua tipografia occupata dalla Confédération générale du travail. Secondo i documenti della polizia francese, Gotovina fu coinvolto in attività criminali e fu oggetto di mandati di cattura per rapina ed estorsione; avrebbe scontato almeno uno-due anni di prigione, una circostanza, però, sempre negata dagli avvocati di Gotovina.
Verso la fine degli anni ottanta Gotovina si spostò in Sud America, dove partecipò all'addestramento di numerose organizzazioni paramilitari di destra, soprattutto in Argentina e Guatemala. In Colombia incontrò la sua futura moglie Ximena. Durante un viaggio a Parigi fu arrestato e condannato, nel 1986, a cinque anni di prigione dalla Corte d'Assise di Parigi. L'anno dopo fu liberato "in circostanze che mostrano come egli abbia beneficiato di una protezione molto particolare".

### Guerra per l'indipendenza croata
Nel 1991 la Croazia dichiarò la sua indipendenza dalla Jugoslavia. Il governo serbo guidato dal suo presidente Slobodan Milošević diede il via a diverse formazioni paramilitari e all'Armata Popolare della Jugoslavia, comandata de facto dal presidente serbo, che presero il controllo di varie parti della Croazia. Il neonato esercito croato riuscì a fermare l'avanzata delle truppe serbe e la Croazia venne riconosciuta dalla comunità internazionale il 15 gennaio 1992. Di conseguenza i serbi che vivevano in Croazia crearono i Distretti Serbi Autonomi che fusi formarono nel 1991 l'autoproclamatasi Repubblica Serba di Krajina. Secondo un censimento del 1991 la metà dei serbo-croati viveva in queste zone e rappresentava il 12,16% della popolazione.

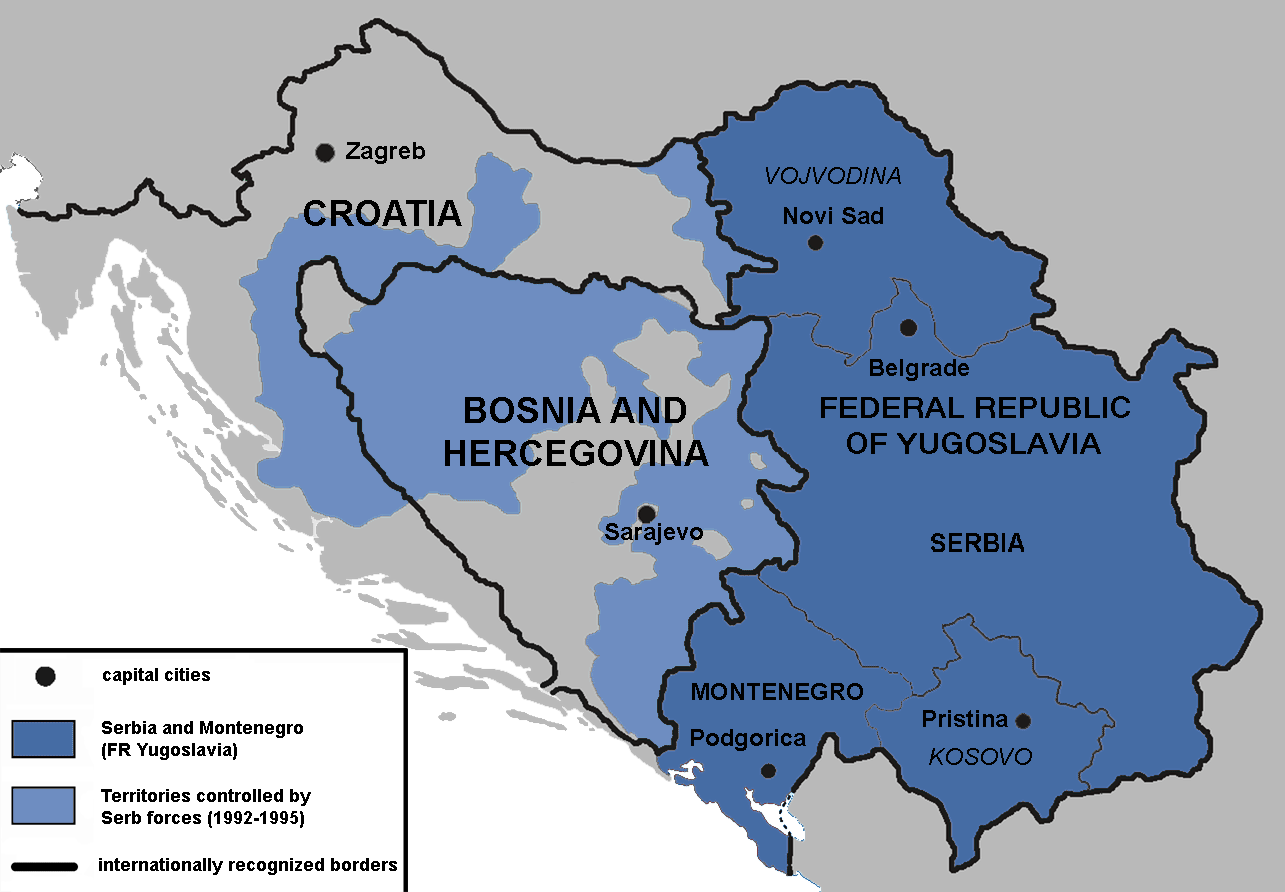
Territori controllati dalle forze serbe durante le guerre jugoslave

Gotovina ritornò in Croazia nel giugno del 1991 e si arruolò nella Guardia nazionale croata (ZNG), il primo corpo militare della Croazia che successivamente divenne l'esercito croato. Gotovina era un ottimo comandante e rispetto a molti altri suoi commilitoni aveva esperienza di combattimento. Combatté nell'ovest Slavonia: a Novska e Nova Gradiška. I superiori notarono il suo genio e quando venne creato l'esercito croato nel 1992, Gotovina venne promosso al rango di colonnello. Con il grado di colonnello, è stato insieme a Janko Bobetko e Anto Rosso uno dei principali organizzatori della Operazione Maslenica che ricostituì l'integrità territoriale in Dalmazia.
Nel 1994 venne promosso al grado di maggior generale e, come comandante ufficiale del distretto di Spalato, organizzò alcune operazioni chiave: la difesa di Livno e di Tomislavgrad dalle truppe serbo-bosniache del generale Ratko Mladić e la guerra d'attrito che ruppe le difese serbe nella piana di Livno, la catena del Dinara e le montagne Sator. Gotovina diresse anche la conquista di Glamoč e di Bosansko Grahovo nell'Operazione Estate 95 che portò all'accerchiamento da est della città di Tenin, la capitale della Repubblica Serba di Krajina. Durante l'operazione, 250.000 persone evacuarono dai loro domicili secolari. Più di 20.000 case dei serbi vennero distrutte e molte altre furono danneggiate o depredate. Non hanno subito confische.
Tutte queste condizioni consentirono il successo della Operazione Tempesta, durante la quale le forze sotto il comando di Gotovina conquistarono Tenin, chiamata dai croati la "Città Reale della Croazia" sin dai tempi del regno croato nel Medioevo. Gotovina fu a capo anche della Operazione Mistral, dove guidò le truppe della HV (esercito croato) e quelle del HVO (Consiglio di difesa croato) riportando una decisiva vittoria contro le truppe serbe della Bosnia arrivando a soli 23 chilometri da Banja Luka, città principale controllata dai serbo-bosniaci. Fu fermato solo sotto pressioni politiche americane.
Nel 1996 il presidente croato Franjo Tuđman nominò Gotovina Ispettore Capo nell'Ispettorato dell'esercito croato. Il 29 settembre 2000 Gotovina e altri sei ufficiali vennero destituiti dal neo-presidente Stjepan Mesić, perché scrissero una lettera in cui criticavano apertamente il governo per le indagini riguardanti i crimini commessi durante la guerra.

### La latitanza
Nel luglio del 2001 il Tribunale penale internazionale per l'ex-Jugoslavia richiese al governo croato l'arresto di Ante Gotovina e di Rahim Ademi in relazione a dei crimini commessi contro la popolazione serba che viveva in Croazia durante la guerra. Gotovina fu accusato di crimini contro l'umanità e violazioni delle leggi e dei costumi di guerra per le azioni commesse dalle sue truppe durante l'Operazione Tempesta durante la quale 200.000 - 250.000 serbi che vivevano nella regione della Krajina in Croazia evacuarono per ordine del loro stesso stato maggiore; altri 150 serbi vennero uccisi. Le case un tempo dei serbi vennero bruciate e distrutte in modo da evitare il ritorno dei profughi. Ogni proprietà serba è rimasta integra e nessuna confisca è stata perpetrata, hanno il diritto al passaporto croato.
In Croazia le accuse portate contro Gotovina furono duramente contestate e quattro ministri si dimisero quando il governo decise di collaborare con il tribunale internazionale. Rahim Ademi decise di consegnarsi spontaneamente alle autorità del tribunale internazionale, mentre Gotovina entrò in latitanza e fu pertanto spiccato un mandato di cattura dall'Interpol mentre gli Stati Uniti annunciarono una taglia di 5 milioni di dollari.
La continua latitanza del generale croato divenne una vera e propria merce di scambio tra i paesi dell'Unione europea e la Croazia, che fu accusata di non collaborare con il tribunale internazionale. e il Regno Unito e i Paesi Bassi posero come precondizione l'arresto di Gotovina per l'ingresso della Croazia nell'Unione europea. Questa decisione fu contestata dal governo croato che dichiarò che probabilmente Gotovina aveva già lasciato il paese. I negoziati di adesione previsti per il 17 marzo 2005 vennero posticipati in attesa di una risoluzione della questione.
Di fronte a questo ulteriore respingimento sull'avvio dei colloqui di adesione, il primo ministro croato Ivo Sanader e il presidente Stjepan Mesić firmarono la prima volta un ordine di cattura nei confronti di Gotovina inviandolo ai servizi segreti, alla polizia e alla procura di stato. La richiesta di adesione alla UE fu infine accettata nell'ottobre 2005 come parte di un accordo con l'Austria, che accoglieva la domanda della Croazia in cambio di far cadere la sua opposizione verso la candidatura della Turchia. mentre il Tribunale Internazionale affermò che nello stesso periodo la Croazia incominciò a "collaborare pienamente" senza fornire ulteriori dettagli.
Secondo il settimanale croato Feral Tribune, in un articolo apparso nell'aprile 2005, Ante Gotovina avrebbe beneficiato di un passaporto falso consegnatogli dalla polizia croata e sarebbe stato aiutato anche dai servizi segreti croati, confermando l'opinione del Procuratore Capo Carla Del Ponte secondo cui la fuga di Gotovina era stata coperta dai vertici dei servizi di informazione, militari e di polizia. accusando inoltre la chiesa cattolica croata e il Vaticano di averlo protetto in un monastero francescano in Croazia. Alle accuse il Vaticano, secondo la Del Ponte, avrebbe replicato di non avere "obbligazioni particolari" nei riguardi del Tribunale internazionale.

#### L'estradizione
Ante Gotovina venne catturato il 7 dicembre 2005 dalla polizia spagnola e dalle forze speciali in un resort della località turistica di Playa de las Americas, a Tenerife, nelle Isole Canarie. Lo stesso Gotovina disse di aver viaggiato grazie ad un passaporto falso, usando il nome di Kristijan Horvat. Il passaporto conteneva timbri di diversi paesi inclusi Russia, Cina, Repubblica Ceca e Tahiti. Nella sua stanza venne scoperta anche una somma di 12.000 dollari. Gotovina venne immediatamente trasferito a Madrid, dove venne imprigionato finché fu estradato all'Aia il 10 dicembre 2005. Il 12 dicembre, davanti al tribunale, si dichiarò innocente di tutti i capi d'accusa e d'accordo con il proprio avvocato dichiarò di "non essere la persona descritta in ogni caso".
La cella di Ante Gotovina al tribunale internazionale era posta accanto a quella dell'ex presidente serbo Slobodan Milošević. Alla morte di quest'ultimo venne inviata una lettera di condoglianze alla famiglia firmata da 34 detenuti del tribunale. Tra questi c'era anche Ante Gotovina. Molte polemiche vennero sollevate dai media croati che inizialmente non credettero alla notizia, finché non giunse la conferma dello stesso Gotovina. La chiesa cattolica croata apprezzò il gesto e la stampa sottolineò come in carcere, anche tra vecchi avversari, potessero nascere sentimenti di rispetto reciproco.

### Processo e assoluzione

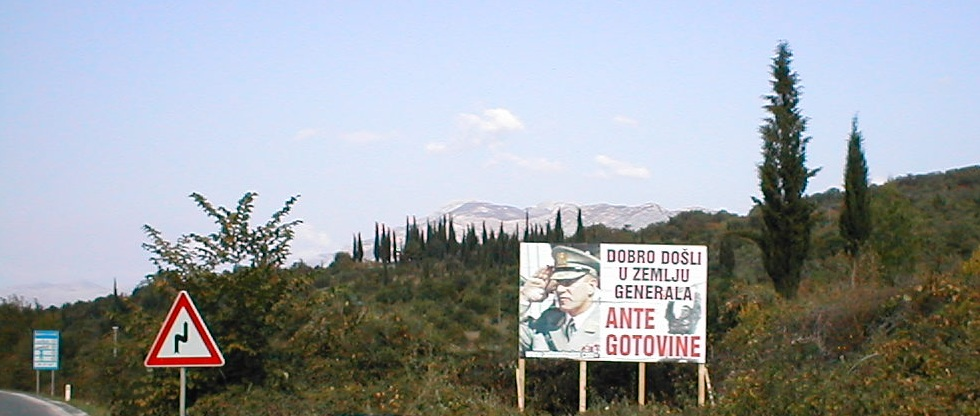
Manifesto a supporto di Gotovina

Il 24 luglio 2006 il tribunale decise di unificare il processo contro Gotovina insieme a quelli contro Ivan Čermak e Mladen Markač, altri due generali croati che presero parte all'Operazione Tempesta.
Il processo ai tre iniziò l'11 marzo 2008 e si concluse nel settembre 2010, con la condanna a 24 anni di reclusione per Gotovina, 18 anni per Markač e l'assoluzione per Čermak, per crimini contro l'umanità e violazione delle leggi e dei costumi di guerra; inoltre, lo condannò per aver fatto parte di un'associazione a delinquere finalizzata alla rimozione della popolazione serba in Croazia durante l'Operazione Tempesta, coordinata e diretta insieme ai più alti vertici politici di allora, tra questi Franjo Tuđman. Tale sentenza provocò in Croazia diverse manifestazioni popolari di protesta nonché pubbliche dichiarazioni di condanna verso essa da parte di esponenti di governo, compresa quella del Primo Ministro Jadranka Kosor; l'esecutivo serbo si dichiarò invece soddisfatto per il riconoscimento della pulizia etnica dei serbi in terra croata.
Il 14 maggio 2012 si aprì il processo di appello contro Gotovina e Markač, i quali il successivo 16 novembre furono assolti dalle accuse dalla Camera di Appello del Tribunale penale internazionale per l'ex-Jugoslavia. All'uscita dal carcere, Gotovina e Markač furono prelevati da una delegazione inviata dal governo croato e portati a Zagabria, dove furono accolti come eroi di guerra da migliaia di persone appositamente scese in piazza.

## Vita privata
Ante Gotovina ha un fratello di nome Bromir e un fratellastro (da parte di padre) di nome Branimir. Durante la sua vita Gotovina si è sposato due volte. La prima moglie, Ximena Dalel, la conobbe quando era in Colombia e con lei ha avuto una figlia di nome Ximena. Nel 1995 si sposò con Dunja Zloic, colonnello delle forze croate ed ebbe un figlio di nome Ante.